# STS-65
STS-65 byla sedmnáctá mise raketoplánu Columbia. Celkem se jednalo o 62. misi raketoplánu do vesmíru. Cílem letu byl vynesení laboratoře Spacelab IML-2. Na oběžnou dráhu byly vyneseny medaky japonské, které se během mise staly prvními obratlovci rozmnožujícími se v prostředí mikrogravitace.

## Posádka
- Robert D. Cabana (3) velitel
- James D. Halsell (1) pilot
- Richard J. Hieb (3) letový specialista 1
- Carl E. Walz (2) letový specialista 2
- Leroy Chiao (1) letový specialista 3
- Donald Alan Thomas (1) letový specialista 4
- Čiaki Naitó-Mukaiová (1) specialista pro užitečné zatížení

V závorkách je uvedený dosavadní počet letů do vesmíru včetně této mise.